# Equitazione ai Giochi della XIV Olimpiade - Dressage a squadre
La competizione del dressage a squadre di equitazione dai Giochi della XIV Olimpiade si è svolta i giorni 9 e 10 agosto al Central Stadium, Aldershot.

## Classifica finale
La classifica finale era determinata sommando i punteggi dei tre cavalieri di ogni nazione della prova individuale.
| Pos. | Nazione     | Binomio                  | Binomio       | Risultato Individuale | Risultato Totale |
| Pos. | Nazione     | Cavaliere                | Cavallo       | Risultato Individuale | Risultato Totale |
| ---- | ----------- | ------------------------ | ------------- | --------------------- | ---------------- |
| 1    | Francia     | André Jousseaume         | Harpagon      | 480,0                 | 1269,0           |
| 1    | Francia     | Jean Saint-Fort Paillard | Sous les Ceps | 439,5                 | 1269,0           |
| 1    | Francia     | Maurice Buret            | Saint Ouen    | 349,5                 | 1269,0           |
| 2    | Stati Uniti | Robert Borg              | Klingsor      | 473,5                 | 1256,0           |
| 2    | Stati Uniti | Earl Foster Thomson      | Pancraft      | 421,0                 | 1256,0           |
| 2    | Stati Uniti | Frank Henry              | Reno Overdo   | 361,5                 | 1256,0           |
| 3    | Portogallo  | Fernando Paes            | Matamas       | 411,0                 | 1182,0           |
| 3    | Portogallo  | Francisco Valadas Júnior | Feitico       | 405,0                 | 1182,0           |
| 3    | Portogallo  | Luís Mena e Silva        | Fascinante    | 366,0                 | 1182,0           |
| 4    | Argentina   | Justo Iturralde          | Pajarito      | 397,0                 | 1005,5           |
| 4    | Argentina   | Humberto Terzano         | Bienvenido    | 327,0                 | 1005,5           |
| 4    | Argentina   | Oscar Goulú              | Grillo        | 281,5                 | 1005,5           |
| -    | Svezia      | Gustaf Adolf Boltenstern | Trumf         | 477,5                 | -                |
| -    | Svezia      | Henri Saint Cyr          | Djinn         | 444,5                 | -                |
| -    | Svezia      | Gehnäll Persson          | Knaust        | Squal.                | -                |